# Marysa Baradji-Duchêne
Marysa Baradji-Duchêne (17 ottobre 1982) è una schermitrice francese, specializzata nella spada. Ha vinto una medaglia d'argento ai Campionati mondiali di scherma.